# Cărămidaru
Cărămidaru – wieś w Rumunii, w okręgu Mehedinți, w gminie Sisești. W 2011 roku liczyła 97 mieszkańców.